# Озеро-Карачі (селище)
Озеро-Карачі (рос. Озеро-Карачи) — селище у Чановському районі Новосибірської області Російської Федерації.
Входить до складу муніципального утворення Озеро-Карачінська сільрада. Населення становить 729 осіб (2015).

## Історія
Згідно із законом від 2 червня 2004 року органом місцевого самоврядування є Озеро-Карачінська сільрада.

## Населення
| 2002 | 2007 | 2010 | 2011 | 2012 | 2013 | 2014 |
| ---- | ---- | ---- | ---- | ---- | ---- | ---- |
| 633  | ↗716 | ↘629 | ↗671 | ↗688 | ↗763 | ↘732 |
| 2015 |      |      |      |      |      |      |
| ↘729 |      |      |      |      |      |      |